# Crash Time 5: Undercover
Crash Time 5: Undercover (también conocido como Alarm für Cobra 11: Undercover) es un videojuego de carreras desarrollado por Synetic y publicado por DTP Entertainment para Windows, PlayStation 3 y Xbox 360. Es la quinta y última entrega de la serie Crash Time y el noveno juego basado en la serie de televisión alemana Alerta Cobra.

## Jugabilidad
El jugador toma el control de los policías Ben Jäger y Semir Gerkhan, responsables de la seguridad en las carreteras cercanas a Colonia. En esta entrega de la serie, Jäger se infiltra para infiltrarse en una organización de gánsteres con el fin de atrapar a sus jefes. Cada uno de los ocho casos trata de otro criminal y se divide en varias misiones en las que el jugador asume alternativamente el papel de Jäger o Gerkhan. Como suele ser habitual, la historia solo se cuenta con voces en off.
Undercover abandona el concepto de mundo abierto introducido en Crash Time II y vuelve a una estructura basada en misiones. Si bien todavía hay algunas misiones que permiten la libertad, la mayor parte del tiempo se pasa en secciones lineales. La mayoría de las misiones consisten en carreras normales o carreras de puntos de control. A veces también hay una persecución de coches; ya sea como perseguidor o cazado. En los predecesores directos, el jugador ya podía usar una pistola mientras conducía: en este juego hay una selección de armas ampliada, por ejemplo, una tabla de clavos, aceite o EMP. El manejo se basa en la acción y el jugador nunca deja el auto. El modo multijugador consta de carreras regulares, carreras de puntos de control y un modo de eliminación.